# بدل (فیلم ۲۰۰۱)
بدل (به انگلیسی: Replicant) یک فیلم علمی-تخیلی محصول سال ۲۰۰۱ به کارگردانی رینگو لام، نویسندگی لاورنس دیوید ریجینز و لس ولدون است.

## داستان
یک قاتل سریالی که مادران جوان را می‌کشد و سپس خانه را آتش می‌زند به "شعله" معروف شده است، یک شب پس از قتل یک زن، او با جیک رایلی، کارآگاه پلیس سیاتل درگیر می‌شود و مقداری از خونش بر روی زمین می‌ریزد، یک آژانس مخفی حکومت، از روی خون و دی.ان.ای او، یک انسان شبیه سازی شده از روی او را تولید می‌کنند، در فیلم ادعا شده از طریق خون او حتی بخشی از خاطرات شعله هم به این انسان منتقل شده است، آنها امیدوارند تا بتوانند با شناخت روحی-روانی او و تحریک خاطرات، انگیزه او از این جنایات و سرنخ‌هایی برای دستگیری شعله پیدا کنند. این بدل دارای بدنی سالم و مشابه همتای اصلی خود، ولی دارای سطح کمی ناتوانی ذهنی است و همانند یک کودک چیزهای کمی از محیط اطراف خود می‌داند، آن آژانس، کارآگاه جیک را موظف می‌کند تا این بدل را همراه خود به مکان‌های مختلف مانند مکان قتل‌های شعله ببرد تا بلکه اطلاعات مفیدی به دست آورند، ....

## بازیگران
- ژان کلود ون دام as The Replicant (protagonist) / Edward "The Torch" Garrotte (antagonist)
- مایکل روکر as Detective Jake Riley
- کاترین دنت as Anne
- راندون جیمز اولسون as Danny
- پام هیات as Mrs. Riley
- یان رابیسون as Stan Reisman
- آلان گرای as Roarke
- جیمز هاتسون as Snotty Concierge
- جیم کنوکس as Wendy Wyckham
- پل مک‌گیلیون as Captain
- کریس کلی as Chris
- پیتر فلمینگ as Paul
- مارگارت رایان as Gwendolyn
- مارنی آلتون as Hooker , The Replicant's love interest
- لیلیان کارلسون as Nurse